# Palmenwaldsänger
|  | Dieser Artikel wurde aufgrund von formalen oder inhaltlichen Mängeln in der Qualitätssicherung Biologie zur Verbesserung eingetragen. Dies geschieht, um die Qualität der Biologie-Artikel auf ein akzeptables Niveau zu bringen. Bitte hilf mit, diesen Artikel zu verbessern! Artikel, die nicht signifikant verbessert werden, können gegebenenfalls gelöscht werden. Lies dazu auch die näheren Informationen in den Mindestanforderungen an Biologie-Artikel. |

Begründung: fehlerhaft, ungeordnet, sehr schlecht formuliert - eigenartige Literaturliste Ulrich prokop (Diskussion) 17:40, 17. Jan. 2025 (CET)

Der Palmenwaldsänger (Setophaga palmarum, Syn.: Dendroica palmarum) ist ein kleiner Vogel aus der Gattung der Baumwaldsänger in der Familie der Waldsänger (Parulidae).
Diese Vögel haben dunkle Beine und schmale spitze Schnäbel und erwachsene Vögel haben oft einen rostbraunen Oberkopf. Die Palmwaldsänger im Osten der USA zeichnen sich durch braun-oliven Rücken, gelben Bauch und rostbraune Streifen auf der Brust und Flanken aus. Vögel im Westen Nordamerikas haben einen hellen Bauch, dunklere Streifen auf der Brust und einen braun-grauen Rücken.
Die Brutgebiete des Palmenwaldsänger sind Hochmoore in Kanada und dem Nordosten der USA. Ihre napfförmigen Nester bauen die Vögel auf oder in der Nähe des Bodens.
Diese Zugvögel überwintern im Südosten der USA, Mexiko und auf den Karibischen Inseln.
Palmenwaldsänger suchen ihre Nahrung auf Nadelbäumen und dem Boden und fangen gelegentlich Insekten im Flug. Sie ernähren sich hauptsächlich von Insekten und Beeren.
Der Gesang gleicht einem monotonen Triller. Der Ruf ist ein scharfes Tscheck.
Man kann diese Vögeln an ihrem häufig wippenden Schwanz erkennen.

### Bücher
- J. M. Hanowski, G. J. Niemi: Effects of Unknown Sex in Analyses of Foraging Behavior. In: Michael L. Morrison, C. John Ralph, Jared Verner, Joseph R. Jehl, Jr. (Hrsg.): Avian Foraging: Theory, Methodology, and Applications. (= Studies in Avian Biology. No 13). Cooper Ornithological Society, Los Angeles 1990, S. 280–283.

- W. H. Wilson, Jr.: Palm Warbler (Dendroica palmarum). In: A. Poole, F. Gill (Hrsg.): The Birds of North America. Vol 6, The Academy of Natural Sciences, Philadelphia, PA, and The American Ornithologists’ Union, Washington, D.C. 1996, No. 238.

### Artikel
- G. F. Barrowclough, K. W. Corbin: Genetic Variation and Differentiation in the Parulidae. In:  Auk. vol 95, no 4, 1978, S. 691–702.
- D. C. Barton, K. E. Lindquist, R. W. Henry, L. M. Luna Mendoza: Landbird and waterbird notes from Isla Guadalupe, Mexico. In: Western Birds. vol 35, no 4, 2004, S. 186–196.
- A-M. Benson, T. H. Pogson, T. J. Doyle: Updated geographic distribution of eight passerine species in central Alaska. In: Western Birds. vol 31, no 2, 2000, S. 100–105.
- V. Berovides Alvarez, M. Acosta Cruz: Ornithocenosis in a Coastal Jungle of the Eastern Region of Cuba Southeast of Guantanamo. In: Ciencias Biologicas Academia de Ciencias de Cuba. vol 8, 1982, S. 134–136.
- S. Bonifait, M-A. Villard, D. Paulin: An index of reproductive activity provides an accurate estimate of the reproductive success of Palm Warblers. In: Journal of Field Ornithology. vol 77, no 3, 2006, S. 302–309.
- S. Calme, A. Desrochers: Biogeographic aspects of the distribution of bird species breeding in Quebec's peatlands. In: Journal of Biogeography. vol 27, no 3, 2000, S. 725–732.
- S. Calme, A. Desrochers, J-P. L. Savard: Regional significance of peatlands for avifaunal diversity in southern Quebec. In: Biological Conservation. vol 107, no 3, 2002, S. 273–281.
- S. L. Collins: A Comparison of Nest Site and Perch Site Vegetation Structure of 7 Species of Warblers. In: Wilson Bulletin. vol 93 no 4, 1981, S. 542–547.
- D. Currie, J. M. Wunderle, Jr., D. N. Ewert, A. Davis, Z. McKenzie: Winter avian distribution and relative abundance in six terrestrial habitats on southern Eleuthera, The Bahamas. In: Caribbean Journal of Science. vol 41, no 1, 2005, S. 88–100.
- C. Davies, J. T. R. Sharrock: The European Bird Report: Passerines. In: British Birds. vol 93, no 9, 2000, S. 415–427.
- V. Delage, M. J. Fortin, A. Desrochers: Effects of peripheral and isolated locations of songbird habitats in mined bogs. In: Ecoscience. vol 7, no 2, 2000, S. 149–156.
- V. Delage, M-J. Fortin, A. Desrochers: Effects of edge and isolation on habitats of songbirds in mined bogs. In: Ecoscience. vol 7, no 2, 2000, S. 149–156.
- A. Desrochers, L. Rochefort, J-P. L. Savard: Avian recolonization of eastern Canadian bogs after peat mining. In: Canadian Journal of Zoology. vol 76, no 6, 1998, S. 989–997.
- J. T. Emlen: Territorial Aggression in Wintering Warblers at Bahama Agave Blossoms. In: Wilson Bulletin. vol 85 no 1, 1973, S. 71–74.
- B. A. Fall: Noteworthy Bird Records from South Texas Kenedy County. In: Southwestern Naturalist. vol 18 no 2, 1973, S. 244–246.
- J. D. Harper: Late Season Soybean Looper Lepidoptera Noctuidae Population Reduction by Western Palm Warblers. In: Florida Entomologist. vol 66 no 2, 1983, S. 280–281.
- A. Harris: Palm Warblers Use Upland Cutovers as Nesting Habitat in Northwestern Ontario Canada. In: Ontario Birds. vol 8 no 3, 1990, S. 84–87.
- M. Hoefs: Birds of the Kluane Game Sanctuary Yukon Territory Canada and Adjacent Areas. In: Canadian Field Naturalist. vol 87 no 4, 1973, S. 345–355.
- J. P. Hubbard: The Relationships and Evolution of the Dendroica-Coronata Complex. In: Auk. vol 86 no 3, 1969, S. 393–432.
- J. P. Hubbard: Palm Warbler in Guerrero and Comments on Audubons Warbler in Costa-Rica. In: Auk. vol 89 no 4, 1972, S. 885–886.
- D. W. Johnston: Organo Chlorine Pesticide Residues in Small Migratory Birds 1964–1973. In: Pesticides Monitoring Journal. vol 9 no 2, 1975, S. 79–88.
- D. W. Johnston: Races of Palm Warblers Killed at a Florida Television Tower. In: Florida Field Naturalist. vol 4 no 2, 1976, S. 22–24.
- D. A. Kirk, K. A. Hobson: Bird-habitat relationships in jack pine boreal forests. In: Forest Ecology & Management. vol 147, no 2-3, 2001, S. 217–243.
- D. Lachance, C. Lavoie, A. Desrochers: The impact of peatland afforestation on plant and bird diversity in southeastern Quebec. In: Ecoscience. vol 12, no 2, 2005, S. 161–171.
- S. C. Latta: Effects of scaley-leg mite infestations on body condition and site fidelity of migratory Warblers in the Dominican Republic. In: Auk. vol 120 no 3, 2003, S. 730–743.
- S. C. Latta, B. M. O’Connor: Patterns of Knemidokoptes jamaicensis (Acari: Knemidokoptidae) infestations among eight new avian hosts in the Dominican Republic. In: Journal of Medical Entomology. vol 38, no 3, 2001, S. 437–440.
- D. S. MacKinnon, B. Freedman: Effects of silvicultural use of the herbicide glyphosate on breeding birds of regenerating clearcuts in Nova Scotia, Canada. In: Journal of Applied Ecology. vol 30, no 3, 1993, S. 395–406.
- S. T. Patti, D. I. Rubenstein, N. Rubenstein: Distributional Notes on the Birds of Cayman Brac. In: Florida Scientist. vol 38, no 3, 1974, S. 155–156.
- R. Pittaway: Recognizable forms: Subspecies of the palm warbler. In: Ontario Birds. vol 13 no 1, 1995, S. 23–27.
- M. Poulin, M. Belisle, M. Cabeza: Within-site habitat configuration in reserve design: A case study with a peatland bird. In: Biological Conservation. vol 128, no 1, 2006, S. 55–66.
- W. B. Quay: Sperm Release in Migrating Wood-Warblers Parulinae Nesting at Higher Latitudes. In: Wilson Bulletin. vol 97 no 3, 1985, S. 283–295.
- D. Rodriguez, M. E. Garcia: Ornithocenosis of the Littoral Vegetation on the Northern Coast of Havana Cuba. In: Poeyana Instituto de Zoologia Academia de Ciencias de Cuba. vol 347, 1987, S. 1–7.
- G. Rodriguez, M. Lentino: Range expansion and summering of palm warbler Dendroica palmarum in Venezuela. In: Bulletin of the British Ornithologists' Club. vol 117, no 1, 1997, S. 76–77.
- P. A. Stewart: Bird Migration through an Abandoned Farmstead Richmondena-Cardinalis Behavior Dendroica-Palmarum Guiraca-Caerulea Spizella-Passerina. In: Chat. vol 32, no 4., 1968.
- P. A. Stewart, H. A. Connor: Fixation of Wintering Palm Warblers Dendroica-Palmarum to a Specific Site. In: Journal of Field Ornithology. vol 51, no 4, 1980, S. 365–367.
- F. G. Stiles: Notes on the Distribution and Status of Certain Birds in Costa Rica. In: Condor. vol 90 no 4, 1988, S. 931–933.
- J. O. Strandberg: Predation of Cabbage Looper Trichoplusia-Ni Pupae by the Striped Earwig Labidura-Riparia and 2 Bird Species. In: Environmental Entomology. vol 10 no 5, 1981, S. 712–715.
- J. W. Taylor: Sharp-Tailed Sandpiper and Palm Warbler in Alaska. In: Wilson Bulletin. vol 81 no 3, 1969, S. 337–338.
- D. W. Tomlinson: Wintering warblers in Cuba. In: Ontario Birds. vol 22 no 1, 2004, S. 15–19.
- C. J. Vera, F. A. Servello: Effects of paper mill sludge in spruce-fir forests on wildlife in Maine. In: Journal of Wildlife Management. vol 58, no 4, 1994, S. 719–727.
- D. A. Welsh: Breeding and Territoriality of the Palm Warbler in a Nova-Scotia Bog. In: Canadian Field Naturalist. vol 85 no 1, 1971, S. 31–37.
- W. H. Wilson, Jr., R. E. Zierzow, A. R. Savage: Habitat selection by peatland birds in a Central Maine bog: The effects of scale and year. In: Journal of Field Ornithology. vol 69, no 4, 1998, S. 540–548.
- C. A. Woods: Banding and Re Capture of Wintering Warblers in Haiti. In: Bird Banding. vol 46 no 4, 1975, S. 344–346.
- J. M. J. Wunderle: Territorial Defense of a Nectar Source by a Palm Warbler. In: Wilson Bulletin. vol 90 no 2, 1978, S. 297–299.